# Maria Anna di Borbone-Condé (1697-1741)
Maria Anna di Borbone-Condé (Parigi, 16 ottobre 1697 – Parigi, 11 agosto 1741) era una figlia di Luigi III, principe di Condé.
Suo padre era il nipote del Gran Condé, mentre sua madre, Luisa Francesca di Borbone-Francia, era la maggiore tra le figlie sopravvissute di re Luigi XIV di Francia e dell'amante, Madame de Montespan. Era anche chiamata Anne Marie.

## Biografia

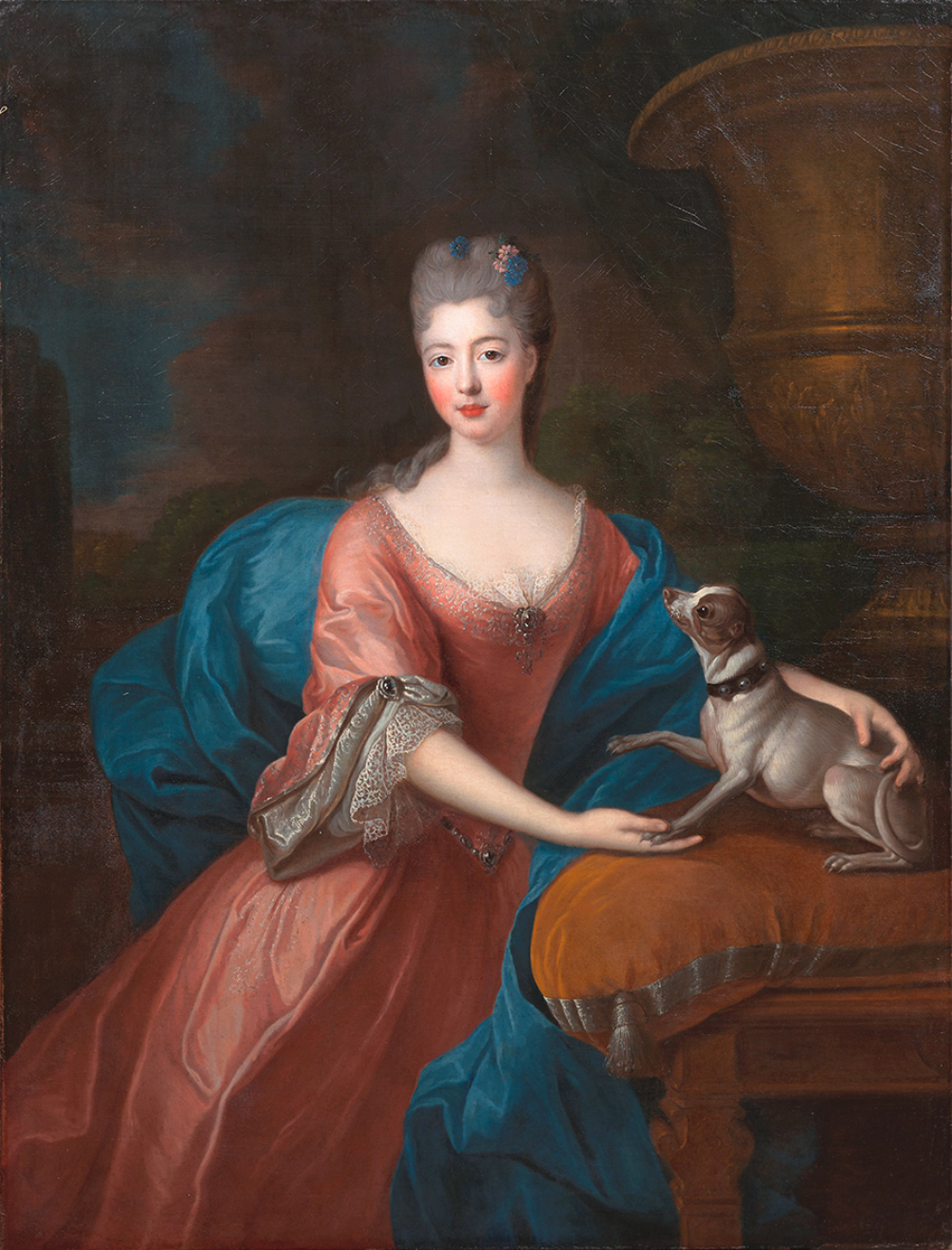
Pierre Gobert, Ritratto della principessa Maria Anna di Borbone-Condé da ragazza, olio su tela, 1715, Castello di Nymphenburg

### Infanzia
Quinta figlia dei suoi genitori (e quarta femmina), ella condivideva lo stesso nome della sorella maggiore, Maria Anna Gabriella Eleonora; quest'ultima era però mentalmente ritardata e per questo motivo venne sempre tenuta lontana dalla corte. Maria Anna aveva inoltre una zia con lo stesso nome, che divenne Duchessa di Vendôme sposando Luigi Giuseppe, duca di Vendôme nel 1710.
Maria Anna è ritenuta essere il frutto di una relazione adulterina della madre con Francesco Luigi, principe di Conti; la madre Luisa Francesca, che aveva una natura passionale ereditata dalla madre, Madame de Montespan, aveva avuto una liaison con il Principe nel periodo che precedette la nascita di Maria Anna. Francesco Luigi di Borbone-Conti e la moglie Maria Teresa di Borbone-Condé, una zia paterna di Maria Anna, furono i re titolari di Polonia nell'anno della nascita di Maria Anna.

### Dama di compagnia della cugina
Ella fu una dama di compagnia della prima cugina, Maria Luisa Elisabetta d'Orléans (1695-1719), che, sposando Carlo di Borbone-Francia nel 1710, divenne Duchessa di Berry e Nipote di Francia. Gli scandali di Maria Luisa Elisabetta nella sua corte presso il Château de La Muette costrinsero una frustrata Maria Anna a rassegnare le dimissioni dalla propria carica nel 1716.

### Matrimonio segreto
Nel 1719, Maria Anna sposò segretamente il suo amante, Luigi II di Melun, Duca di Joyeuse e Principe d'Epinoy; egli era il figlio del Principe d'Épinoy e di una principessa della Lorena, nonché un trisnipote di Gabrielle d'Estrées. Egli era già stato sposato con Armande de La Tour d'Auvergne, una delle figlie del Duca di Bouillon e di Maria Anna Mancini. Nel 1724, durante una partita di caccia nella tenuta di famiglia di Maria Anna, il castello di Chantilly, Louis scomparve ed il suo corpo non venne mai più ritrovato. Maria Anna ne fu molto scossa e non si risposò più in seguito e non ebbe nessun figlio.
Nel 1725 entrò a far parte del seguito della nuova regina di Francia, la polacca Maria Leszczyńska; alla morte della cugina Luisa Diana d'Orléans nel 1736, causata da un parto difficoltoso che portò alla nascita di un bambino morto, Maria Anna venne incaricata di recarsi al castello d'Issy per rappresentare la Regina e onorare così la morte prematura della giovane Principessa di Conti.

### Morte
Maria Anna detenne la propria posizione fino alla morte, avvenuta nel 1741 a causa di un'infiammazione intestinale. Come pure le sue sorelle Luisa Anna ed Elisabetta Alessandrina, ella venne seppellita nel convento carmelitano del Faubourg Saint-Jacques a Parigi.

## Titoli nobiliari
- 16 ottobre 1697 – 1719: Sua Altezza Serenissima Mademoiselle de Clermont[5]
- 1719 – 31 luglio 1724: Sua Altezza Serenissima la Duchessa consorte di Joyeuse, Principessa consorte d'Epinoy
- 31 luglio 1724 – 11 agosto 1741: Sua Altezza Serenissima la Duchessa vedova di Joyeuse, Principessa vedova d'Epinoy

## Antenati
|                                    |                       |                                      | Genitori                               |  |  | Nonni |  |  | Bisnonni                  |  |  | Trisnonni                  |  |
|                                    |                       |                                      |                                        |  |  |       |  |  | Luigi II di Borbone-Condé |  |  | Enrico II di Borbone-Condé |  |
|                                    |                       |                                      |                                        |  |  |       |  |  | Luigi II di Borbone-Condé |  |  | Enrico II di Borbone-Condé |  |
|                                    |                       | Charlotte Marguerite de Montmorency  |                                        |  |  |       |  |  | Luigi II di Borbone-Condé |  |  |                            |  |
| Enrico III Giulio di Borbone-Condé |                       |                                      |                                        |  |  |       |  |  | Luigi II di Borbone-Condé |  |  |                            |  |
|                                    |                       | Claire-Clémence de Maillé-Brézé      | Urbain de Maillé, Marquis de Brézé     |  |  |       |  |  |                           |  |  |                            |  |
|                                    |                       | Claire-Clémence de Maillé-Brézé      | Urbain de Maillé, Marquis de Brézé     |  |  |       |  |  |                           |  |  |                            |  |
|                                    |                       | Claire-Clémence de Maillé-Brézé      | Nicole du Plessis de Richelieu         |  |  |       |  |  |                           |  |  |                            |  |
| Luigi III di Borbone-Condé         |                       | Claire-Clémence de Maillé-Brézé      |                                        |  |  |       |  |  |                           |  |  |                            |  |
|                                    |                       | Edoardo del Palatinato               | Federico V Elettore Palatino           |  |  |       |  |  |                           |  |  |                            |  |
|                                    |                       | Edoardo del Palatinato               | Federico V Elettore Palatino           |  |  |       |  |  |                           |  |  |                            |  |
|                                    |                       | Edoardo del Palatinato               | Elisabetta Stuart                      |  |  |       |  |  |                           |  |  |                            |  |
| Anna Enrichetta del Palatinato     |                       | Edoardo del Palatinato               |                                        |  |  |       |  |  |                           |  |  |                            |  |
|                                    |                       | Anna Maria di Gonzaga-Nevers         | Carlo I di Gonzaga-Nevers              |  |  |       |  |  |                           |  |  |                            |  |
|                                    |                       | Anna Maria di Gonzaga-Nevers         | Carlo I di Gonzaga-Nevers              |  |  |       |  |  |                           |  |  |                            |  |
|                                    |                       | Anna Maria di Gonzaga-Nevers         | Caterina di Lorena                     |  |  |       |  |  |                           |  |  |                            |  |
| Maria Anna di Borbone-Condé        |                       | Anna Maria di Gonzaga-Nevers         |                                        |  |  |       |  |  |                           |  |  |                            |  |
|                                    | Luigi XIII di Francia | Enrico IV di Francia                 |                                        |  |  |       |  |  |                           |  |  |                            |  |
|                                    | Luigi XIII di Francia | Enrico IV di Francia                 |                                        |  |  |       |  |  |                           |  |  |                            |  |
|                                    | Luigi XIII di Francia | Maria de' Medici                     |                                        |  |  |       |  |  |                           |  |  |                            |  |
| Luigi XIV di Francia               | Luigi XIII di Francia |                                      |                                        |  |  |       |  |  |                           |  |  |                            |  |
|                                    |                       | Anna d'Asburgo                       | Filippo III di Spagna                  |  |  |       |  |  |                           |  |  |                            |  |
|                                    |                       | Anna d'Asburgo                       | Filippo III di Spagna                  |  |  |       |  |  |                           |  |  |                            |  |
|                                    |                       | Anna d'Asburgo                       | Margherita d'Austria-Stiria            |  |  |       |  |  |                           |  |  |                            |  |
| Luisa Francesca di Borbone-Francia |                       | Anna d'Asburgo                       |                                        |  |  |       |  |  |                           |  |  |                            |  |
|                                    |                       | Gabriel de Rochechouart de Mortemart | René de Rochechouart de Mortemart      |  |  |       |  |  |                           |  |  |                            |  |
|                                    |                       | Gabriel de Rochechouart de Mortemart | René de Rochechouart de Mortemart      |  |  |       |  |  |                           |  |  |                            |  |
|                                    |                       | Gabriel de Rochechouart de Mortemart | Jeanne de Saulx de Tavannes            |  |  |       |  |  |                           |  |  |                            |  |
| Françoise-Athénaïs di Montespan    |                       | Gabriel de Rochechouart de Mortemart |                                        |  |  |       |  |  |                           |  |  |                            |  |
|                                    |                       | Diane de Grandseigne                 | Jean de Grandseigne                    |  |  |       |  |  |                           |  |  |                            |  |
|                                    |                       | Diane de Grandseigne                 | Jean de Grandseigne                    |  |  |       |  |  |                           |  |  |                            |  |
|                                    |                       | Diane de Grandseigne                 | Catherine de La Béraudière de Villenon |  |  |       |  |  |                           |  |  |                            |  |
|                                    |                       | Diane de Grandseigne                 |                                        |  |  |       |  |  |                           |  |  |                            |  |